# Цимбал Віктор Іванович
Ві́ктор Ци́мбал (16 квітня 1901, Ступичне Катеринопільського району Черкаської області, Україна — 28 квітня 1968, Нью-Йорк, США) — український маляр, графік і художник книги.

## Життєпис
За даними метричної книги народився 18 квітня 1902 року.
Батьки були вчителями в місцевій школі. Згодом батька заарештували через «мазепинство». Після цього він довго не міг знайти роботу, тому переїхали до Києва, де батько працював на свічковому заводі.
Початкову освіту Віктор здобував вдома, згодом (у 1912–1917 роках) навчався у Другій київській гімназії ім. Кирило-Методіївського Братства. У 1917 році записався до Студентського Куреня, члени якого збиралися в клубі «Родина» на Володимирській вулиці. Коли студенти виряджалися до бою під Крутами, батько  категорично, силою, не пустив його. Згодом Віктор завершив навчання в гімназії, отримавши свідоцтво. Акт видачі свідоцтв першого випуску гімназії відбувся урочисто в червні 1918 року — це був перший випуск української гімназії в Українській Державі.
Згодом записався до Київського художнього училища, де навчався у видатного українського мистця Олександра Мурашка. Одначе через воєнні події змушений перервати навчання. Вступив добровольцем  до лав армії Української Народної Республіки, опинився з військовою частиною в Кам'янці Подільському, вступив до Старшинської Школи, в складі якої брав участь у боях до листопада 1920 р.
Після вимушеного відступу Армії УНР за Збруч ВІктор Цимбал опинився в польських таборах для інтернованих українських військовиків, де перебував упродовж 1920–1922 років. Незважаючи на складні умови, Віктор Цимбал усе ж малював портрети, декорації і карикатури у таборових виданнях, створив цикл «Типи інтернованих», надруковані в газеті «Українська Трибуна», яку в 1921–22 роках  редаґував у Варшаві український публіцист Олександр Саліковський. Віктор Цимбал був також активний у таборових виданнях «Веселка», «Блоха», «Колючки». Володимир Січинський у своїй статті про Цимбала особливо захоплюється його карикатурою «Сидить козак на терні та штани латає», яку називає майстерною.
1923 року Віктор Цимбал переходить кордон і знаходить кращі умови для життя й праці в чеській Празі. Там навчається в Мистецько-промисловій школі, яку успішно закінчує 1928 року з нагородою одномісячної стипендії до Італії, згодом — в Українській студії пластичного мистецтва у Празі, де вчився у професора Сергія Мако, Івана Мозалевського, у професора Кареля (графічні техніки) . Визнання до молодого художника прийшло після перемоги у конкурсі на кращу графіку (потрібно було зобразити чеського патріота й історика Поляцького), який проводився під патронатом уряду Чехословаччини. Праця Цимбалюка отримала найвищу оцінку.
У 1928 році Віктор Цимбал переїхав до Аргентини, де поринув у роботу: був ілюстратором книг, створював графічні зображення, працював у рекламі для фірм Аргентини й США. Постійно співпрацював з українським видавництвом «Світ дитини» у Львові. Віктор Цимбал став відомим не лише в Аргентині, а й у всій Південній Америці, а також у США та Європі. Провідні рекламні агентства шикувалися в чергу зі своїми замовленнями. Це надало митцю матеріальну свободу. 
Віктор Цимбал брав також активну участь у громадському та культурному житті. Зокрема серед української діаспори влаштовував різні урочистості, ініціював створення школи для українських дітей, дописував в українські часописи, оформив велику кількість українських газет і журналів: «Плуг і Меч», «Українське Слово», «Перелом», «Наш клич», календарі «Просвіти», «Історію України» Миколи Аркаса. Після Другої світової війни був одним з організаторів Комітету допомоги скитальцям, підтримував українських художників-емігрантів, організував перший Конгрес українців Аргентини.
Багато робіт Віктора Цимбала присвячені Україні, про яку він ні на мить не забував, стежив за подіями на її теренах. У роботах митця широкий спектр подій в Україні: від славної минувшини до трагедій того часу, спричинених радянською владою. Свій біль за знищених Голодомором співвітчизників у 1932–1933 роках художник виразив у картині «Рік 1933». Створював також карикатури на комуністів, за вказівкою яких відбувався геноцид українського народу. 
Творчість Віктора Цимбала позначена сильним впливом символізму: олійні композиції «Три душі», «Катаклізми», «Рік 1933» (голод в Україні), краєвиди з Патаґонії. Митець створив графічні портрети Тараса Шевченка, Володимира Липинського, Томаса Едісона, Артуро Тосканіні, Павла Скоропадського, Богдана Хмельницького, Івана Мазепи та ін.; численні політичні карикатури для гумористичного журналу «Мітла» у Буенос-Айресі — разом з Борисом Крюковим — і сатиричних творів («У Лукомор'я», «Репатріація»). 
Віктор Цимбал — один з піонерів «видрапуваної техніки». Мав виставки у Буенос-Айресі (1936, 1948, 1956, 1959), а переїхавши 1960 року до Нью-Йорку, виставляв там двічі (1960, 1961) і двічі в Детройті (1961, 1963).
Помер Віктор Цимбал 28 травня 1968 року в Нью-Йорку на 67 році життя від захворювання, походження якого не з'ясоване. Існують припущення, що його хворобу і смерть організували радянські спецслужби, оскільки твори Віктора Цимбала мали потужний патріотичний вплив по всьому світу, де мешкали українці, вони нелегально розповсюджувалися навіть у радянській (на той час) Україні.

## Ілюстровані праці
- Сенько, Григорій (1956). Підсовєтські анекдоти = Anecdotas antisovieticas. Буенос-Айрес: Перемога[5][6].